# Agrochola pallida
Agrochola pallida är en fjärilsart som beskrevs av Heinrich 1923. Agrochola pallida ingår i släktet Agrochola och familjen nattflyn. Inga underarter finns listade i Catalogue of Life.